# Округ Харисон (Ајова)
Округ Харисон (енгл. Harrison County) је округ у америчкој савезној држави Ајова.

## Демографија
По попису из 2010. године број становника је 14.928, што је 738 (-4,7%) становника мање 2000. године.
| Група             | 2000.          | 2010.          |
| Белци             | 15.384 (98,2%) | 14.532 (97,3%) |
| Афроамериканци    | 13 (0,1%)      | 25 (0,2%)      |
| Азијати           | 25 (0,2%)      | 42 (0,3%)      |
| Хиспаноамериканци | 113 (0,7%)     | 183 (1,2%)     |
| Укупно            | 15.666         | 14.928         |